# 花巻駅
花巻駅（はなまきえき）は、岩手県花巻市大通り1丁目にある、東日本旅客鉄道（JR東日本）の駅である。
東北本線と釜石線が乗り入れている。このうち東北本線を所属線としており、釜石線は当駅を起点としている。

## 歴史
- 1890年（明治23年）11月1日：当時の貴族院議員・伊藤儀兵衛が、自らの所有地から、現在の花巻駅周辺の土地を寄付。日本鉄道（現：東北本線）の駅として開業[3]。
- 1913年（大正2年）10月25日：岩手軽便鉄道（現：釜石線）の駅が、東北本線の駅から少し離れたところに設置され開業[3]。当初は762ミリメートルの特殊狭軌であった。
- 1928年（昭和3年）10月6日：陸軍特別大演習（花巻野外統監部）に向かう、昭和天皇が乗車するお召し列車が花巻駅を発着[5]。
- 1929年（昭和4年）3月1日：岩手軽便鉄道より「丸六」が構内営業許可を得る（のち、鉄道事業者の変更もあるが継続的に許可を得る）。
- 1943年（昭和18年）9月20日：釜石線の駅を東北本線の駅に統合[6]。
- 1945年（昭和20年）8月10日：花巻空襲により被災[7]。
- 1965年（昭和40年）10月1日： みどりの窓口を設置。
- 1969年（昭和44年）9月：花巻電鉄軌道線が廃止[8][9]。
- 1972年（昭和47年）2月：花巻電鉄鉄道線が廃止され、同時に電鉄花巻駅が廃止[9]。
- 1974年（昭和49年）5月19日：第25回全国植樹祭に行幸する昭和天皇乗車のお召し列車が到着[10]。
- 1982年（昭和57年）11月15日：貨物の取り扱いを廃止[4]。
- 1985年（昭和60年）3月14日：荷物の扱いを廃止[4]。
- 1987年（昭和62年）4月1日：国鉄分割民営化により、東日本旅客鉄道の駅となる[6]。
- 1991年（平成3年）11月14日：駅旅行センターをびゅうプラザに名称変更[新聞 1]。
- 1993年（平成5年）4月1日：びゅうプラザが海外旅行の取り扱いを開始[新聞 2]。
- 1994年（平成6年）3月15日：びゅうプラザが3倍の広さに拡張[新聞 3]。
- 2002年（平成14年）
  - 3月15日：跨線橋に車いす対応エスカレーターが設置[新聞 4]。
  - 東北の駅百選に選定。
  - 12月1日：急行「陸中」が快速「はまゆり」へ格下げされた[6]ことに伴い、当駅を発着する定期優等列車が消滅。
- 2003年（平成15年）11月7日：構内待合室をリニューアル[新聞 5]。
- 2007年（平成19年）4月1日：びゅうプラザ花巻が花巻駅長管理下となる。同時に海外旅行取扱を廃止。
- 2009年（平成21年）3月14日：自動改札機を導入。
- 2013年（平成25年）
  - 8月20日：駅舎の外装および釜石線ホーム上家の改修工事に着手[報道 1]。
  - 9月21日：駅舎の外装がリニューアル[報道 1]。
- 2014年（平成26年）
  - 3月：釜石線ホーム上家がリニューアル[報道 1]。
  - 9月12日：びゅうプラザ花巻が閉店。
  - 9月19日：指定席券売機を設置。
- 2017年（平成29年）4月1日：駅業務が業務委託される[11]。
- 2019年（令和元年）12月26日：お菓子やケーキなどを販売していた「スイーツショップ風彩」が閉店[12]。
- 2020年（令和2年）2月29日：飲食店「そば処花巻」が閉店。駅舎内の店舗は、「NewDays花巻店」のみとなった。
- 2023年（令和5年）5月27日：ICカード「Suica」の利用が可能となる[報道 2][報道 3]。
- 2024年（令和6年）10月1日：えきねっとQチケのサービスを開始[1][報道 4]。

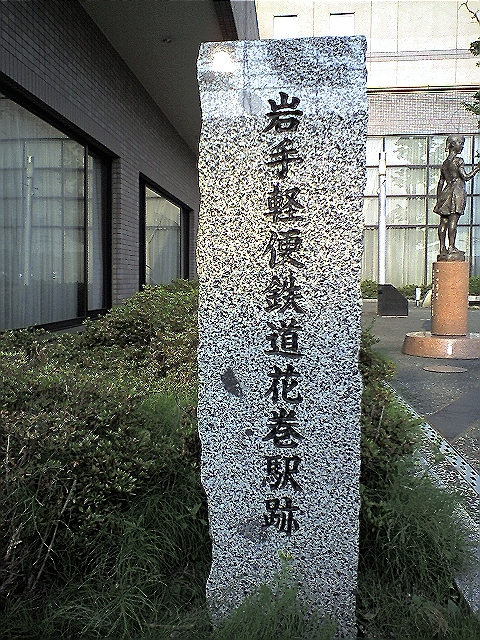
岩手軽便鉄道駅跡の石碑（2006年8月）
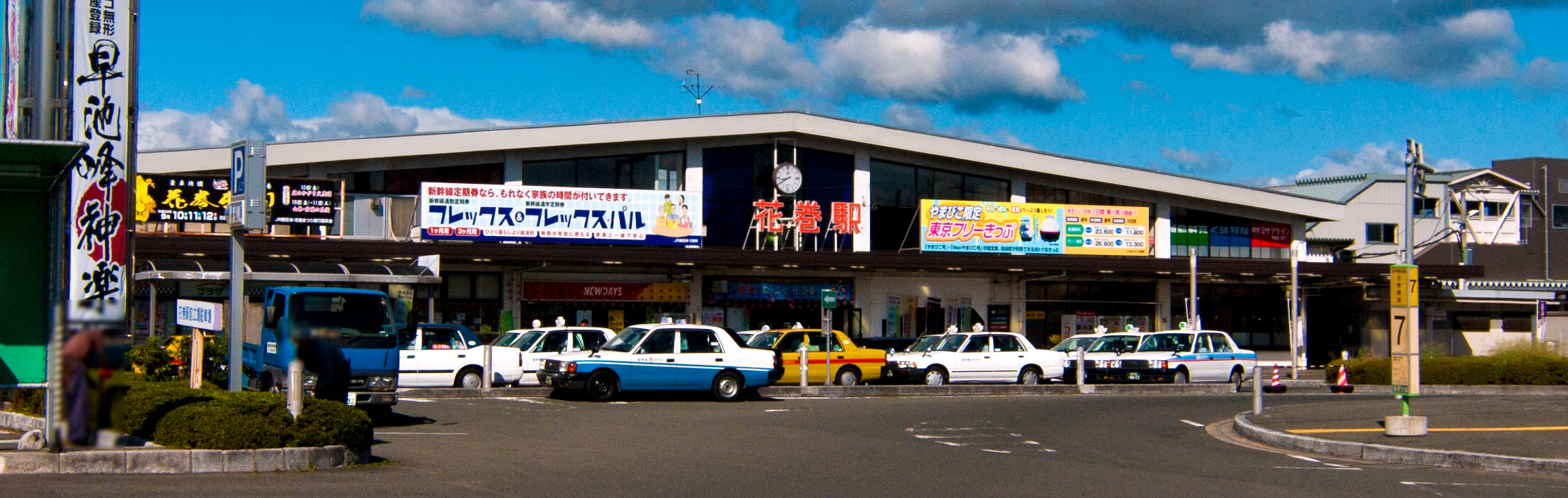
リニューアル前の駅舎（2010年9月）

## 駅構造
単式ホーム1面1線、島式ホーム1面2線の計2面3線を持つ地上駅である。双方のホームは跨線橋により連絡している。また、構内に留置線を有する。快速「はまゆり」など、東北本線盛岡方面と釜石線を直通する列車は当駅で方向転換する。
北上駅管理の業務委託駅（JR東日本東北総合サービス受託）である。過去には駅長と助役が配置される直営駅であった。また、管理駅として東北本線の花巻空港駅・石鳥谷駅、釜石線の似内駅 - 晴山駅間の各駅（新花巻駅は除く）を管理していた。
駅舎内にはみどりの窓口、指定席券売機、自動改札機（Suica、えきねっとQチケ対応）、NewDaysなどがある。
発車メロディが導入されているが、車掌扱いとしているため、ワンマン運転の列車の場合は鳴らない。また、ホームの中ほどには東京駅から当駅までの営業キロが500キロメートルである旨を紹介するコーナーが設置されている。

### のりば
| 番線 | 路線      | 方向 | 行先             | 備考             |
| ---- | --------- | ---- | ---------------- | ---------------- |
| 1    | ■釜石線   | -    | 新花巻・釜石方面 |                  |
| 1    | ■東北本線 | 下り | 日詰・盛岡方面   | 釜石線からの直通 |
| 2    | ■東北本線 | 上り | 北上・一ノ関方面 |                  |
| 3    | ■東北本線 | 下り | 日詰・盛岡方面   |                  |

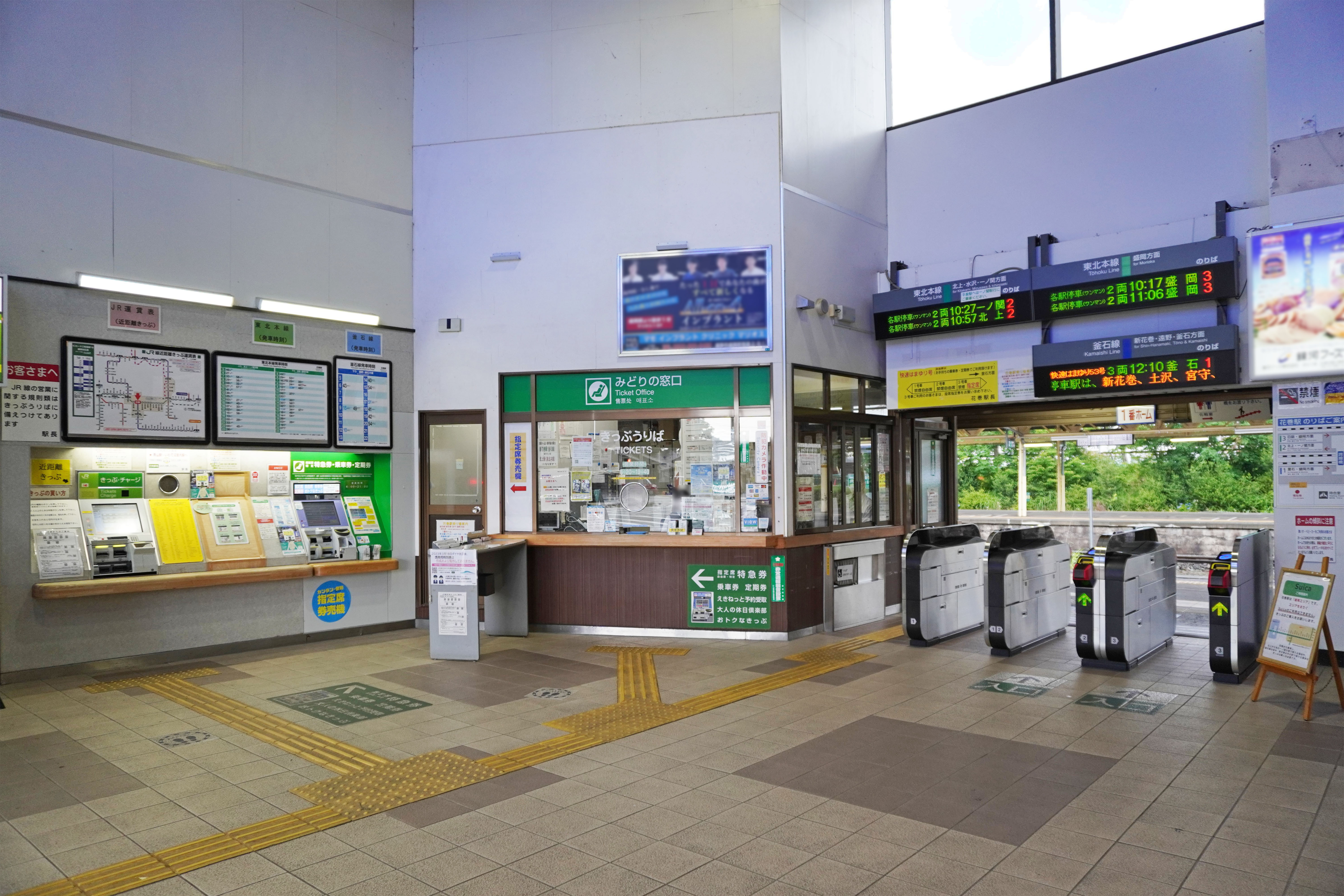
改札口と切符売り場（2023年6月）
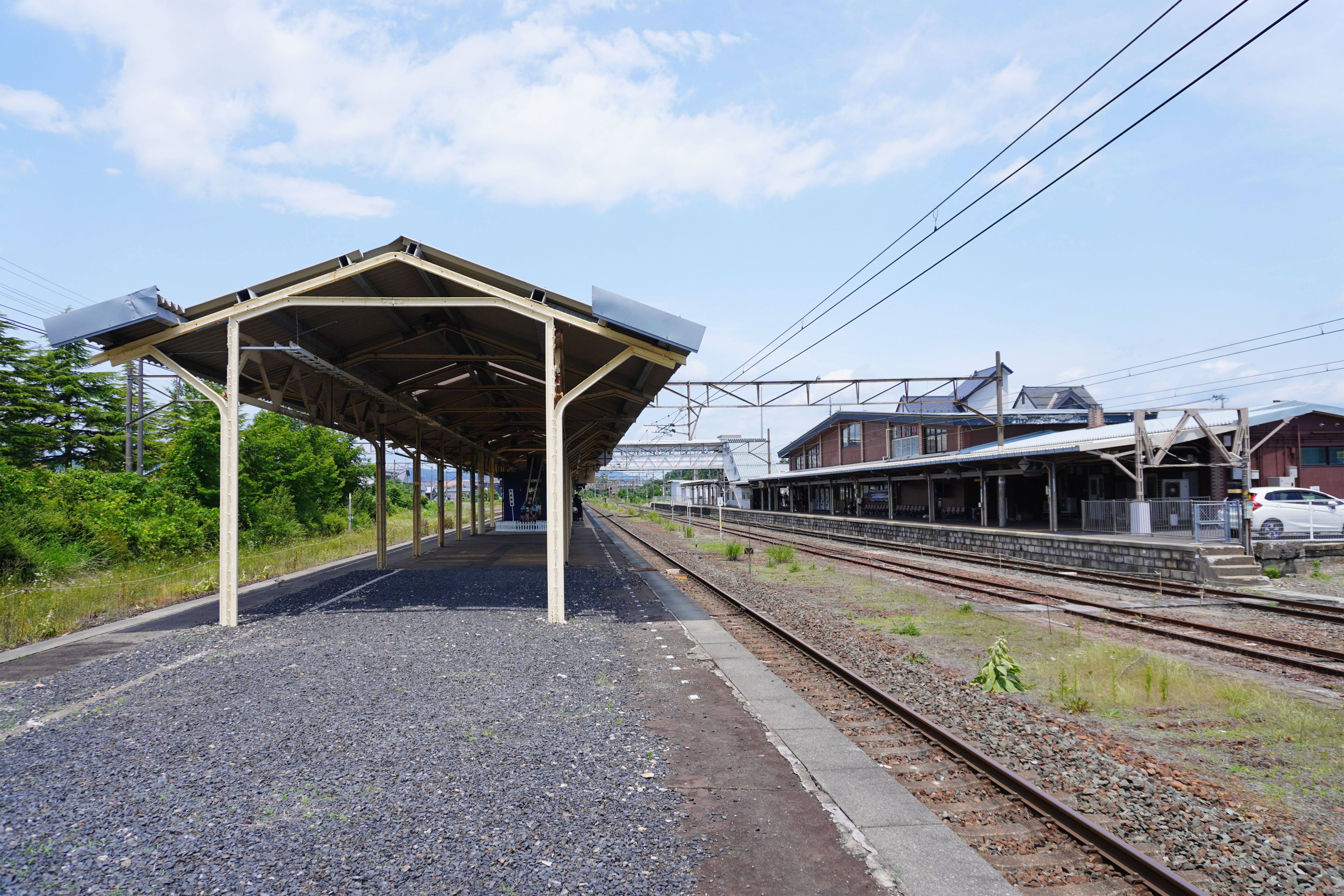
ホーム（2023年6月）
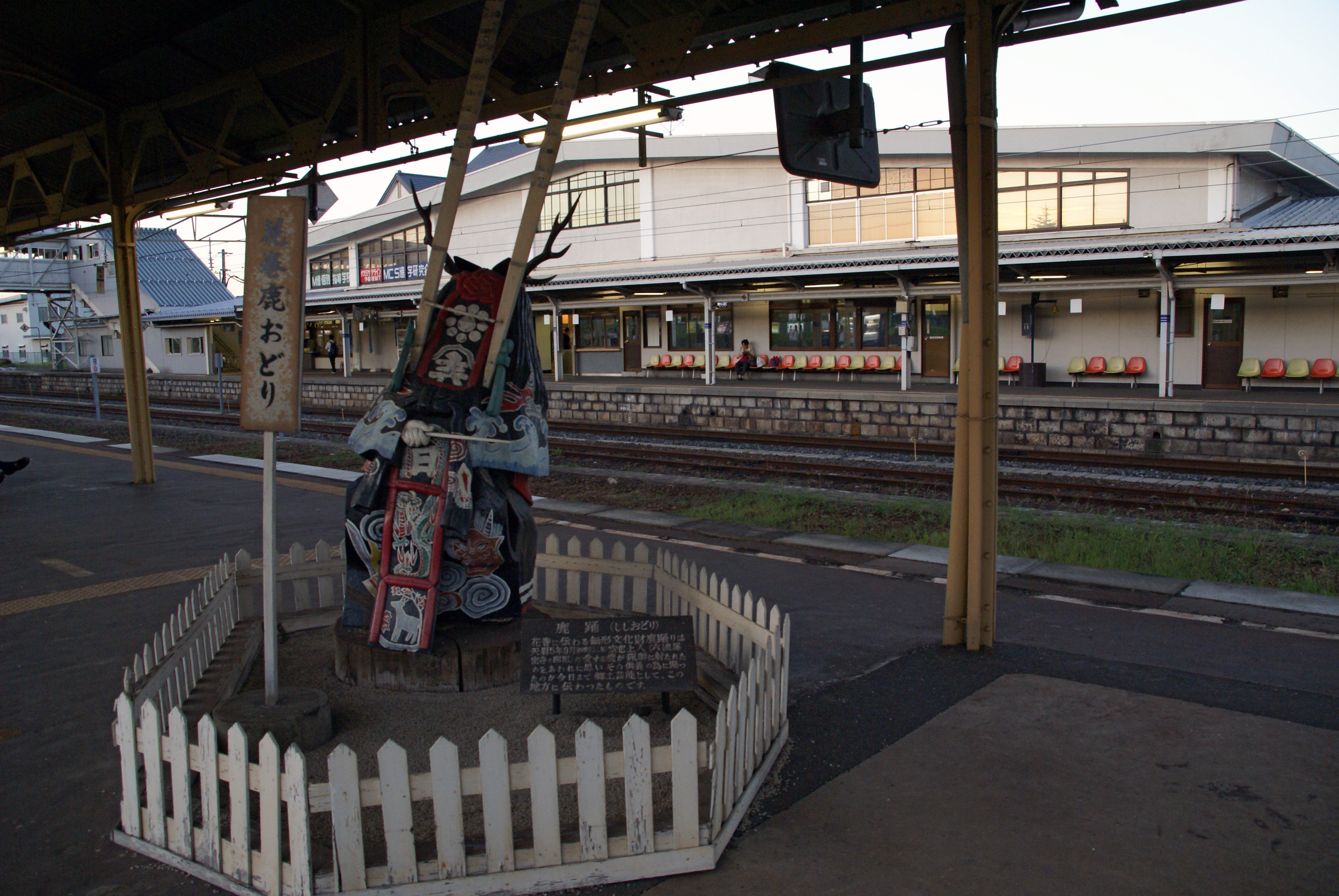
ホームに設置されている花巻鹿おどりの人形（2007年8月）

## 駅弁
かつて販売されていた主な駅弁は下記の通り。
- 前沢牛めし
- 特製お弁当
- 花の巻寿し
- 牛肉弁当
- 特製お弁当花巻
- 五目めし
- 特製賢治弁当
- 白金豚弁当
- ロマン銀河鉄道SL弁当

## 利用状況
JR東日本によると、2023年度（令和5年度）の1日平均乗車人員は3,004人である。
2000年度（平成12年度）以降の推移は下記のとおりである。
| 1日平均乗車人員推移 | 1日平均乗車人員推移 | 1日平均乗車人員推移 | 1日平均乗車人員推移 | 1日平均乗車人員推移 |
| 年度                | 定期外              | 定期                | 合計                | 出典                |
| ------------------- | ------------------- | ------------------- | ------------------- | ------------------- |
| 2000年（平成12年）  |                     |                     | 3,817               | [ 利用客数 2 ]      |
| 2001年（平成13年）  |                     |                     | 3,711               | [ 利用客数 3 ]      |
| 2002年（平成14年）  |                     |                     | 3,619               | [ 利用客数 4 ]      |
| 2003年（平成15年）  |                     |                     | 3,540               | [ 利用客数 5 ]      |
| 2004年（平成16年）  |                     |                     | 3,491               | [ 利用客数 6 ]      |
| 2005年（平成17年）  |                     |                     | 3,513               | [ 利用客数 7 ]      |
| 2006年（平成18年）  |                     |                     | 3,394               | [ 利用客数 8 ]      |
| 2007年（平成19年）  |                     |                     | 3,398               | [ 利用客数 9 ]      |
| 2008年（平成20年）  |                     |                     | 3,308               | [ 利用客数 10 ]     |
| 2009年（平成21年）  |                     |                     | 3,256               | [ 利用客数 11 ]     |
| 2010年（平成22年）  |                     |                     | 3,281               | [ 利用客数 12 ]     |
| 2011年（平成23年）  |                     |                     | 3,287               | [ 利用客数 13 ]     |
| 2012年（平成24年）  | 840                 | 2,534               | 3,375               | [ 利用客数 14 ]     |
| 2013年（平成25年）  | 822                 | 2,627               | 3,449               | [ 利用客数 15 ]     |
| 2014年（平成26年）  | 820                 | 2,520               | 3,341               | [ 利用客数 16 ]     |
| 2015年（平成27年）  | 808                 | 2,570               | 3,379               | [ 利用客数 17 ]     |
| 2016年（平成28年）  | 805                 | 2,523               | 3,328               | [ 利用客数 18 ]     |
| 2017年（平成29年）  | 798                 | 2,508               | 3,306               | [ 利用客数 19 ]     |
| 2018年（平成30年）  | 799                 | 2,488               | 3,287               | [ 利用客数 20 ]     |
| 2019年（令和元年）  | 770                 | 2,498               | 3,269               | [ 利用客数 21 ]     |
| 2020年（令和02年）  | 457                 | 2,390               | 2,847               | [ 利用客数 22 ]     |
| 2021年（令和03年）  | 484                 | 2,456               | 2,941               | [ 利用客数 23 ]     |
| 2022年（令和04年）  | 580                 | 2,372               | 2,952               | [ 利用客数 24 ]     |
| 2023年（令和05年）  | 665                 | 2,338               | 3,004               | [ 利用客数 1 ]      |

## 駅周辺
- 花巻城跡

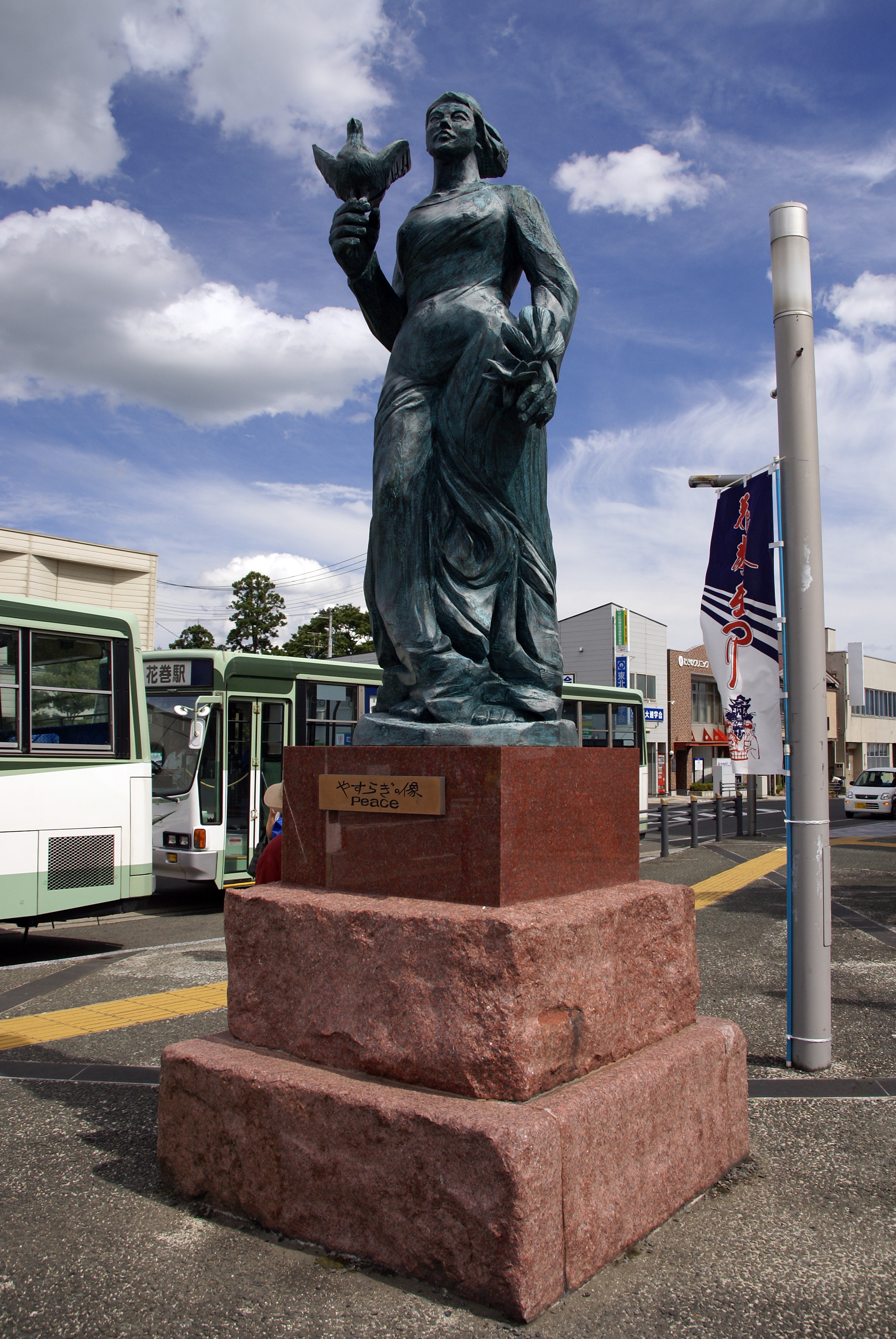
駅前ロータリーにある「やすらぎの像」

- やすらぎの像 - 太平洋戦争末期の花巻空襲において当駅付近の被害が激しかったことから、恒久平和を願って建立した像。市民の寄付金などを用いて設置され、花巻市が管理している[15]。
- 花巻市役所
- 花巻市文化会館
- 花巻市民体育館
- 岩手県花巻地区合同庁舎
- 盛岡地方裁判所花巻支部・盛岡家庭裁判所花巻支部・花巻簡易裁判所
- 盛岡地方検察庁花巻支部・花巻区検察庁
- 花巻市消防本部
- 花巻税務署
- 日本年金機構花巻年金事務所
- ハローワーク花巻（公共職業安定所）
- 花巻市定住交流センター なはんプラザ（えふえむ花巻）
- 花巻市立花巻図書館
- 花巻市総合福祉センター
- 花巻市花巻保健センター
- 総合花巻病院
- マルカン百貨店
- シーナシーナ花巻店[新聞 6]
- スーパーセンタートライアル花巻店
- 花巻末広町郵便局
- 花巻西大通郵便局
- 花巻四日町郵便局
- 東北労働金庫花巻支店
- 岩手県道297号花巻停車場花巻温泉郷線
- 岩手県道103号花巻和賀線
- 花巻市立桜台小学校

## バス路線
「花巻駅前」停留所にて、岩手県交通および東和町総合サービス公社の路線バスが発着する。2024年（令和6年）4月1日に一部の路線バスののりばが変更となった。
| のりば | 運行事業者             | 路線・行先 | 備考                           |
| ------ | ---------------------- | --- | ------------------------------ |
| 1      | 岩手県交通             | - 天下田・中部病院線：県立中部病院 - 花巻温泉線：花巻市役所／賢治詩碑 - 成田・村崎野線：北上駅前 - 高木団地線：高木団地 |                                |
| 2      | 東和町総合サービス公社 | - 土沢線：道の駅とうわ／シーナシーナ花巻 - 大迫花巻線：大迫中学校                                                       |                                |
| 2      | 東和町総合サービス公社 | - 岩手医科大学附属病院利用者連絡バス                                                                                    | 平日および第1・4土曜日のみ運行 |
| 2      | 花巻市街地循環バス     | ふくろう号（右回り）・星めぐり号（左回り）：花巻駅前                                                                    |                                |
| 3      | 岩手県交通             | - けんじライナー：仙台駅東口／花巻温泉 - 湯口線：志戸平温泉・新鉛温泉                                                   |                                |
| 4      | 岩手県交通             | - 花巻温泉線：花巻温泉・台温泉 - 石鳥谷線：北上駅前 - 天下田・中部病院線：天下田団地                                    |                                |
| 5      | 岩手県交通             | - 石鳥谷線：志和口（石鳥谷） - 教育センター線：県立教育センター - 高木団地線・湯口線：シーナシーナ花巻                  |                                |
| 6      | 岩手県交通             | - 太田線：太田 - 成田・花巻北高線：花巻北高校                                                                           |                                |
| 7      |                        | |                                |

いわて花巻空港行きは2013年（平成25年）9月30日をもって廃止された。

## その他
- 「荘重な城下町として、宮沢賢治、高村光太郎ゆかりの地の駅」として、東北の駅百選に選定された。
- 宮沢賢治の童話『シグナルとシグナレス』は、当駅に乗り入れる東北本線と釜石線（当時は岩手軽便鉄道）それぞれの信号機を擬人化して男女に見立てた恋物語である。
- 当駅の発車メロディーは全ホームで東洋メディアリンクス製の「Water Crown」で、低音でなおかつフェードアウトする当駅のみのバージョンである[注 1]。
- 釜石線の各駅には、宮沢賢治にちなんでエスペラント語で愛称がつけられており、当駅は「Ĉielarko（チェールアルコ：虹）」である。

## 隣の駅
東日本旅客鉄道（JR東日本）
■東北本線
□快速「はまゆり」
（釜石線） - 花巻駅 - （53・54号は花巻空港駅） - 矢幅駅
■普通
村崎野駅 - 花巻駅 - 花巻空港駅
■釜石線
□快速「はまゆり」
（東北本線） - 花巻駅 - 新花巻駅
■普通
（東北本線花巻空港方面） - 花巻駅 - 似内駅

### かつて存在した路線
日本国有鉄道（国鉄）
釜石線（旧線）
花巻駅 - 鳥谷ヶ崎駅

### 記事本文